# Нуріель Рубіні
Нуріель Рубіні (англ. Nouriel Roubini; 29 березня 1958 року, Стамбул, Туреччина) — американський економіст, професор економіки Нью-Йоркського університету. Один з найбільш авторитетних експертів з питань глобальних фінансів. Передбачив світову фінансову кризу 2008—2011 років. Президент компанії RGE Monito. Має прізвисько Dr. Doom.